# Schloß in den Wolken
Schloß in den Wolken ist ein Fernsehspiel von Michael Kehlmann nach einer Komödie des US-amerikanischen Schriftstellers Sam Locke. Darin wird das Leben der New Yorker Gegenkultur- und Underground-Künstlerszene parodistisch dargestellt.

## Handlung
Der mittellose Bildhauer Jerry Landau und der ebenso arme Komponist Stash teilen sich eine Wohnung im New Yorker Künstlerviertel Greenwich Village. Sie erwachen am Morgen nach einer Miet-Party, durch die sie (erfolglos) versuchten, Geld für die nächste Miete einzunehmen, und finden auf dem Sofa ein junges Mädchen vor, die auf der Party auch zu Gast war: Sie heißt Kitty Dexter, ist eine große Verehrerin von Jerrys Kunst und will sich bei ihm zur Bildhauerin ausbilden lassen will. Jerry hat ihr auf der Party im Alkoholrausch ein Zimmer untervermietet, woran er sich nun nicht mehr erinnern kann – also wird er sie erstmal nicht mehr los. Dann tauchen Kittys Exfreund Bernard und ihre Mutter Julia, eine verwitwete Restaurantbesitzerin, auf. Es stellt sich heraus, dass Kitty erst 17 ist und nicht, wie sie behauptete, 21. Sie floh aus ihrem anständigen, bürgerlichen Elternhaus in Jersey City, und um mit ihrer Mutter endgültig zu brechen, behauptet sie fälschlicherweise, Jerry und Stash seien ihre Liebhaber.
Harvey und Dickie, ein wohlhabendes schwules Kunstsammler-Paar, besuchen Jerry, um ein Metall-Mobile für ihre Wohnung zu kaufen. Für den gebotenen Preis könnten Jerry und Harvey zwei Monatsmieten bezahlen und außerdem die Kaution für ihren Freund Speed bezahlen, der wegen Drogenbesitzes verhaftet wurde. Als aber die von Julia alarmierte Polizei auftaucht, die Jerry und Stash wegen Verführung Minderjähriger verhaften will, zerreißt Harry den Scheck und zieht unverrichteter Dinge ab. Kitty zeigt eine gefälschte Geburtsurkunde vor, worauf die Polizei sie für volljährig hält.
Kitty, die auf keinen Fall zu ihrer Mutter zurückwill, zieht bei Jerrys hochschwangerer Nachbarin Arlene ein. Diese ist mit Rick verheiratet, der aber gerade bei einer Demonstration in Washington ist. Als nun der Vermieter Mr. Kessler kommt und Jerry und Stash wegen ihrer Mietrückstände rauswerfen will, hat Julia eine Idee: Sie gibt bei Jerry eine Statue von sich selbst in Auftrag und bezahlt sie im Voraus. Unter diesem Vorwand bleibt sie in seiner Wohnung, um ihm Modell zu stehen – tatsächlich aber, um in Kittys Nähe zu sein und sie zur Rückkehr nach Hause zu bewegen. Sie lässt aus ihrem Restaurant ein opulentes Essen liefern, zu dem auch Arlene und Kitty eingeladen sind. Sie spielt Kitty vor, mit Jerry anzubändeln und erzählt freimütig, sie würde ihm nackt Modell stehen. Damit möchte sie einen Beschützerinstinkt bei Kitty wecken, damit sie mit ihr nach Hause zurückkehrt.
Inzwischen erreicht Stash die Nachricht, dass Speed dank seines Anwalts auch ohne die Kaution wieder freigelassen wurde und auf dem Weg zu ihm ist. Er möchte eine Willkommensparty organisieren, Jerry hingegen will einfach nur seine Ruhe haben, daher soll die Party in der Wohnung von Arlene und Kitty stattfinden. Julia zeigt sich begeistert und lässt das Essen für die Party aus dem Restaurant liefern – heimlich informiert sie aber die Polizei, damit diese die Party sprengen und Speed erneut wegen Drogenbesitzes festnehmen kann. Während oben (in Arlenes Wohnung) die Party tobt, kommen sich unten (in Jerrys und Stashs Wohnung) Jerry und Julia näher, und er gesteht ihr seine Liebe. Julias Hartnäckigkeit, mit der sie an Kitty festhält, inspiriert ihn zur Fertigstellung einer Metallskulptur, die er zu einem Porträt Julias erklärt.
Da Speed in ein falsches Flugzeug steigt und nicht auf der Party erscheint, schlägt Julias Plan von seiner Festnahme fehl. Beim Eintreffen der Polizei eskaliert der Streit zwischen Julia und Kitty, ein Polizist ohrfeigt Kitty, worauf Julia den Polizisten tätlich angreift und festgenommen wird.
Am nächsten Tag hat der inzwischen aus Washington zurückgekehrte Rick eine Demonstration für Julias Freilassung organisiert. Um negative Publicity zu vermeiden, lässt der Richter sie heimlich frei, was die Demonstranten (darunter Rick, Stash und Arlene) aber nicht wissen und weiter demonstrieren. Julia kehrt zu Jerry zurück und bietet ihm an, zu ihr zu ziehen und sich in ihrem Haus ein Bildhauer-Atelier einzurichten.

## Produktion
Der Film wurde vom Bayerischen Rundfunk produziert und am 12. November 1968 zum ersten Mal ausgestrahlt.